# Maxe Ahidazan
Maxe Ahidazan (Lione, ...) è un giocatore di football americano francese, che  gioca come defensive lineman per i Black Panthers de Thonon..
Ha 3 parenti che giocano a football americano: i fratelli Ibel ed Armel e il cugino Jason Aguemon.